# 樋口雅一
樋口 雅一（ひぐち まさかず、1946年11月18日 - ）は、山梨県都留市出身のアニメーター、アニメーション演出家、アニメーション監督、漫画家である。日本漫画家協会会員。

## 来歴
小学生の時に一家は東京に移る。映画会社に勤めていた父の影響で小学生の時から映画好きで、高校生の時は年間300本ほど観ていたという。その頃『S-Fマガジン』誌上でテレビアニメ放映開始前の『鉄腕アトム』の試写会開催を知り、ここでの新鮮な驚きが「観る側から作る側になりたくなった」と心が変わり、アニメ業界に入る決心をする。
高校を卒業後、東映動画と虫プロダクションを受けるもいずれも不合格、そのような中で竜の子プロダクション（タツノコプロ）に採用されて入社。同プロ制作の『宇宙エース』でアニメーターとしてのスタートを切る。しかしすぐに退社し、一度は不合格になった虫プロダクションに移った。両社では数々の作品に、アニメーターとして関わっている。
1969年よりフリーランスとなり、この頃から演出家としての活動も開始。『ムーミン(新)』や『昆虫物語 新みなしごハッチ』などの演出を経て、グループ・タック在籍時の1977年、『まんが偉人物語』で初めてチーフディレクターを務めた。
1979年、『まんがこども文庫』のプロデューサーだった鬼丸一平を代表に、演出家の矢沢則夫・森田浩光・辻伸一、美術の内田好之・阿部幸次・下道一範と共に7人でメルヘン社の設立に関わる。
1980年の『森の陽気な小人たちベルフィーとリルビット』以降はフリーに戻り、『アニメ親子劇場』をはじめとした『聖書シリーズ』を手掛けてからは、「聖書の漫画化」「グリム童話の漫画化」を依頼されて、後に漫画家へとシフトしていく。
そこに至るまでの20年ほどは、フリーランスを軸にC&Dディストリビューション（旧DIC）と個人専属契約を結びながら、『ホワッツマイケル』（C&Dが初めて国内アニメを受注した作品）や『パラソルヘンべえ』（シナリオも狭山太郎名義で担当）で総監督を務めた。
『ゴールFH』には当初監督として参加したが、岡嶋国敏に交替して、自身は各話演出・コンテ担当に戻っている。
2000年代はアニメーション業界とは距離を置き、主に漫画家として活動していたが、2012年に『ふるさと再生 日本の昔ばなし』でコンテ担当・各話演出として参加し、久方ぶりにアニメ制作に復帰した。
2019年、絵コンテ、演出、アニメーションキャラクターデザイン、原画を担当したアニメ映画『アゲハがとんだ －1945・3・10東京大空襲－』が一般財団法人日本視聴覚教育協会の優秀映像教材選奨優秀賞を受賞した。

## 主な参加作品

### テレビアニメ
1972年
- ハゼドン（コンテ）
- ムーミン(新)（演出）

1974年
- ウリクペン救助隊（演出）
- 昆虫物語 新みなしごハッチ（演出）
- 小さなバイキングビッケ（演出、原画）

1975年
- まんが日本昔ばなし（演出、原画）

1976年
- ドカベン（コンテ）
- ハックルベリィの冒険（演出）

1977年
- 超電磁マシーン ボルテスV（コンテ）
- まんが偉人物語（チーフディレクター）

1978年
- まんがこども文庫（演出、原画）

1979年
- あしながおじさん（監督）

1980年
- とんでも戦士ムテキング（演出）
- 森の陽気な小人たち ベルフィーとリルビット（演出、原画）

1981年
- アニメ親子劇場（チーフディレクター、ゲストキャラクターデザイン）

1982年
- トンデラハウスの大冒険（チーフディレクター、ゲストキャラクターデザイン）

1983年
- パソコントラベル探偵団（チーフディレクター）

1984年
- アニメ ゴーストバスターズ（総作画監督）
- 森のトントたち（監督）

1985年
- 小公女セーラ（コンテ）

1988年
- ホワッツマイケル（総監督）

1989年
- パラソルヘンべえ（総監督、脚本）※脚本は「狭山太郎」名義

1994年
- ゴールFH（監督、絵コンテ、演出）※絵コンテ、演出は「狭山太郎」名義

1996年
- シンデレラ物語（演出）

1997年
- 忍ペンまん丸（コンテ、演出）

2012年
- ふるさと再生 日本の昔ばなし（「いかとするめ」キャラクターデザイン、絵コンテ、演出）

2017年
- ふるさとめぐり 日本の昔ばなし（絵コンテ、演出、作画）

### アニメ映画
2019年
- アゲハがとんだ（絵コンテ、演出、アニメーションキャラクターデザイン、原画）

## 主な漫画作品
- まんが聖書物語（監修：山口昇）
- まんがキリスト教の歴史（監修：中村敏、発行：いのちのことば社）
- まんがグリム童話（発行：講談社）
- マンガ メディチ家物語 フィレンツェ300年の奇跡